# Gakhwasan
Gakhwasan (koreanska: 각화산) är ett berg i Sydkorea.   Det ligger i provinsen Norra Gyeongsang, i den nordöstra delen av landet, 180 km öster om huvudstaden Seoul. Toppen på Gakhwasan är 1 181 meter över havet, eller 140 meter över den omgivande terrängen. Bredden vid basen är 3,3 km.
Terrängen runt Gakhwasan är huvudsakligen kuperad. Runt Gakhwasan är det ganska glesbefolkat, med 28 invånare per kvadratkilometer. I omgivningarna runt Gakhwasan växer i huvudsak blandskog.